# Promotion commerciale
La promotion commerciale vise à développer les ventes d'un produit sous la forme d'action intensive conduite par l'offreur. L'objectif d'une promotion est d'attirer davantage l'attention du consommateur en s'efforçant de faire mieux connaître, de faire mieux apprécier, et de faire acheter le produit.
Les promotions se répartissent en trois catégories :
1. la promotion sur les prix (offre spéciale, couponnage, vente à prix coûtant, vente par lot et les soldes) ;
2. les promotions par objet (prime directe, échantillon, prime différée) ;
3. la promotion par les jeux (loteries, concours) ou par une animation particulière effectuée par un animateur pour le compte de la marque ou de l’enseigne. Pour ce faire un mécanisme ludique ou une politique de prix promotionnelle (vente flash) sont souvent mis en œuvre.

## Mise en place d'une promotion
La mise en place bien structurée d'une promotion se réalise en 5 étapes :
1. Choix de l'intitulé et de la durée de la promotion ;
2. Choix des articles à promouvoir et du budget requis pour disposer des moyens nécessaires et suffisants propres à obtenir les résultats escomptés ;
3. Mise en place de la promotion en précisant l'emplacement de chaque produit (une attention particulière au merchandising doit être menée dans le cas de la promotion en libre-service ;
4. Communication autour de la promotion. Prévoir les actions à réaliser (publicité, média…) pour toucher le plus grand nombre de clients potentiels quant à la promotion ;
5. Rentabilité de l'action promotionnelle (récapitulatif des dépenses et des recettes prévisionnelles).

Les promotions en tête de gondole doivent être placées suivant certaines règles : la tête de gondole doit être pleine à craquer de marchandises et il ne doit pas y avoir d'espace entre le haut du produit et la planche supérieure car l'impression de masse permet de vendre de façon optimum, les promos doivent être balisées avec des étiquettes promotionnelles qui se démarquent fortement des étiquettes classiques et une affiche doit être placée en haut de la tête de gondole.

### Lexique
- Publicité : ensemble des moyens qui concourent à faire connaître un produit et à inciter à l’acquérir ;
- Promotion des ventes : action sur le réseau de distribution dans les points de vente afin d’accroître les ventes.

## Théâtralisation de l'offre
Le but de cette opération est de sortir les magasins de leur seul logique de vente pour en faire des lieux interactifs : faire les courses doit devenir un loisir en lui-même.
Cette mise en œuvre va de l’étude de marché jusqu'au sac des courses que l'on ramène chez soi.
Aujourd'hui, l'opération doit être centrée sur le client, il ne suffit plus d'avoir un beau décor, de faire seulement valoir des arguments de prix, de produit ou de service.
Le client doit ressentir le besoin de « commettre » l'acte d'achat en pénétrant dans le point de vente ; l'ambiance du magasin, l'emplacement des produits, la signalétique doivent toujours être en harmonie avec la clientèle ciblée.
Créer un univers unique en mettant en œuvre les produits présents en rayon pour attirer le regard des clients, valoriser les linéaires pour inciter à l’achat (privilégier l’allée centrale et les zones de passage des clients). Faire du point de vente un lieu de spectacle et d'authenticité.
L'opération passe principalement par le marchandisage, c'est-à-dire l'ensemble des techniques permettant d'assurer le meilleur écoulement des produits par une adaptation et une présentation des marchandises tenant compte des besoins des consommateurs et de divers éléments de politique commerciale. L’observation des consommateurs en milieu naturel permet de mieux comprendre le déplacement et la circulation d'un consommateur dans un magasin, sa gestuelle devant le produit, etc.